# Diaporama
Diaporama és una tècnica audiovisual consistent en l'observació d'un treball fotogràfic mitjançant la projecció creuada d'imatges diapositives sobre una o diverses pantalles juxtaposades sincronitzades manualment o amb ajuda magnètica, acompanyada d'una banda sonora. Es tracta d'un terme encunyat a França cap als anys 50. Un diaporama és un espectacle d'exhibició de diapositives; per extensió, hom designa amb aquest terme qualsevol successió d'imatges o de documents connectats per efectes, als quals és possible adjuntar-hi so. Des de la disponibilitat de projectors de vídeo, hom també anomena generalment diaporama a la conferència elaborada en un document informàtic utilitzant programari com ara PowerPoint o Beamer de la casa Microsoft, que pot ser o bé una conferència professional o bé un espectacle públic o privat compost únicament per fotografies. Fins i tot sense la projecció, els principals programes de processament d'imatges proposen que el terme diaporama consisteixi simplement en el fet de fer desfilar una selecció d'imatges a pantalla completa.